# Lundia puberula
Lundia puberula là một loài thực vật có hoa trong họ Chùm ớt. Loài này được Pittier mô tả khoa học đầu tiên năm 1917.